# وست ریچلند (واشینگتن)
وست ریچ لند (به انگلیسی: West Richland) شهری در شهرستان بنتون، ایالت واشنگتن است که در سرشماری سال ۲۰۱۰ میلادی، ۱۱۸۱۱ نفر جمعیت داشته است. 